# Araneus raui
Araneus raui är en spindelart som först beskrevs av Embrik Strand 1907.  Araneus raui ingår i släktet Araneus och familjen hjulspindlar.
Artens utbredningsområde är Kamerun. Inga underarter finns listade i Catalogue of Life.